# Dziećmarów
Dziećmarów (dawniej Dziećmarowy, cz. Dětmárov, niem. Dittmerau) – wieś w Polsce położona w województwie opolskim, w powiecie głubczyckim, w gminie Baborów.
Dziećmarów jest najwyżej położonym miejscem w gminie. Powierzchnia miejscowości wynosi 9,7 km², z czego większą część stanowią użytki rolne, a na terenie sołectwa eksploatowane jest ujęcie wody, z którego zaopatrywana jest większa część gminy.

## Nazwa
Nazwa dzierżawcza Dziećmarów wywodzi się od niemieckiego imienia Ditmar, prawdopodobnie zasadźcy wsi.
Heinrich Adamy w swoim spisie nazw miejscowych na Śląsku wydanym w 1888 r. we Wrocławiu wywodzi nazwę Dziećmarowa od pierwotnej staropolskiej nazwy, mającej swój źródłosłów w połączeniu słów „dziecko” oraz „moru”. Adamy jako najstarszą nazwę wymienia Dzieczmorów, podając jej znaczenie Kindersterbe (pol. umieranie dzieci). Nazwa nawiązuje być może do historycznego wydarzenia związanego z zarazą moru, w wyniku której śmierć poniosły dzieci. Została ona później fonetycznie zgermanizowana na Dittmerau i wywodzona przez Niemców od imienia Ditmar lub Dziećmar.
W alfabetycznym spisie miejscowości na terenie Śląska wydanym w 1830 roku we Wrocławiu przez Johanna Knie wieś występuje pod polską nazwą Dzieczmorow oraz nazwą zgermanizowaną Dittmerau.

## Historia
Miejscowość i kościół po raz pierwszy wzmiankowanoa w 1307 roku jako Ditmari villa. Miejscowość ta należała później do księstwa kozielskiego. W 1311 poprzez kupno od ówczesnego posiadacza Jana Czesnitza stała się własnością Joannitów z Grobnik. W Dziećmarowie nie istniał majątek. Prawdopodobnie była to miejscowość oczynszowana. 
Do 1660 miejscowy kościół był filią parafii Babice w diecezji ołomunieckiej. W 1668 erygowano własną parafię, która należała później do diecezji wrocławskiej. Jej grunty wynosiły 25 ha. Po wojnach śląskich znalazła się w granicach Prus. W 1818 przyłączono ją do powiatu głubczyckiego. W wyniku pożaru w 1785 spłonęła część miejscowości wraz z kościołem.
W 1723 w miejscowości był sołtys, 24 chłopów, 24 chałupników. Struktura mieszkańców Dziećmarowa uległa zmianie i w 1783 miejscowość zamieszkiwało: 26 chłopów, 29 małorolnych, 46 chałupników. W 1910: 22 chłopów, 76 małorolnych, 32 chałupników. Grunty rolne wynosiły 846 ha. Liczba mieszkańców Dziećmarowa wynosiła: 1783 rok – 646; 1845 – 718; 1880 – 857; 1910 – 979. Mieszkańcy posługiwali się polsko-śląskim dialektem sułkowskim, w przeciwieństwie do pobliskiego laskojęzycznego Baborowa, np. w 1910 stanowili oni 75% mieszkańców.
Od końca XVIII w. wieś posiadała własną pieczęć gminną, na której przedstawiono świętego Michała.
W 1880 doszło do komasacji pól. Od 1895 miejscowość posiadała kasę oszczędnościowo-pożyczkową, a od 1889 funkcjonował Związek Kombatantów. Na pieczęci Dziećmarowa widnieje bogini sprawiedliwości z wagą i mieczem. Kaplica św. Jana istnieje w miejscowości od czasu pożaru jaki miał miejsce w 1780. Szkoła w Dziećmarowicach istniała najprawdopodobniej od czasu, kiedy Babice stały się samodzielną parafią. W 1833 zniesiono starą drewnianą szkołę, budując w jej miejsce nową – dwuklasową. Obszar gruntów szkolnych wynosił 6,44 ha. W 1910 założono wiejską szkołę dokształcającą. W 1898 przy drodze w stronę Grobnik założono nowy 1,25-hektarowy cmentarz. Na miejscu starego cmentarza w 1900 zbudowano kaplicę Góry Oliwnej. W 1938 postawiono wieżę ciśnień, a w 1923 zelektryzowano Dziećmarów. W 1924 na wieży kościelnej założono nowe dzwony, które wcześniej usunięto i wykorzystano na potrzeby I wojny światowej. W wyniku działań wojennych w marcu 1945 wieś została zniszczona w 50%.
Na frontach I wojny światowej poległo 37 mężczyzn z Dziećmarowa. Po I wojnie światowej liczba mieszkańców wynosiła 731. Do głosowania podczas plebiscytu na Górnym Śląsku uprawnionych było w Dziećmarowie 579 osób, z czego 449, ok. 77,5%, stanowili mieszkańcy (w tym 447, ok. 77,2% całości, mieszkańcy urodzeni w miejscowości). Oddano 569 głosów (ok. 98,3% uprawnionych), w tym 569 (100%) ważnych; za Niemcami głosowało 559 osób (ok. 98,2%), a za Polską 10 osób (ok. 1,8%).
W 1942 w miejscowości mieszkało 719 mieszkańców. W granicach Polski od końca II wojny światowej. W latach 1975–1998 administracyjnie należała do województwa opolskiego.

## Zabytki
Do wojewódzkiego rejestru zabytków wpisane są:
- kościół par. pw. św. Michała Archanioła. Wybudowany w ciągu trzech lat po pożarze w 1786 jako barokowy kościół pod wezwaniem św. Archanioła Michała z fundacji joannitów, barokowo-klasycystyczny, który w latach 1896–1897 zmodernizowano i powiększono poprzez dobudowę kaplicy. Przed wybuchem II wojny światowej kościół ten pomalowano i założono nowe organy. W marcu 1945 kościół został trafiony bombą i zrównany z ziemią. Poświęcenie nowo wybudowanego kościoła dokonał ks. Adm. A. Kominek w 1949.
- dom nr 79, z poł. XIX w.

Inne zabytki
- dom nr 16 a, d. 15, z poł. XIX w.

## Postaci
Z Dziećmarowa pochodził ks. Anastazy Sedlag (1787–1856), od 1833 bp chełmiński.

## Dane demograficzne[14]
„Według danych z 2021 r.: wieś Dziećmarów ma 237 mieszkańców, z czego 51,9% stanowią kobiety, a 48,1% mężczyźni. W latach 1998–2021 liczba mieszkańców zmalała o 24,5%. Współczynnik feminizacji we wsi wynosi 108 i jest porównywalny do współczynnika feminizacji dla województwa opolskiego oraz porównywalny do współczynnika dla całej Polski.
62,0% mieszkańców wsi Dziećmarów jest w wieku produkcyjnym, 15,2% w wieku przedprodukcyjnym, a 22,8% mieszkańców jest w wieku poprodukcyjnym. Na 100 osób w wieku produkcyjnym przypada we wsi Dziećmarów 61,2 osób w wieku nieprodukcyjnym. Ten wskaźnik obciążenia demograficznego jest więc mniejszy od wskaźnika dla województwa opolskiego oraz znacznie mniejszy od wskażnika obciążenia demograficznego dla całej Polski”.
| Ogółem    | 237 |
| --------- | --- |
| Kobiety   | 123 |
| Mężczyźni | 114 |